# بخش اورنج (شهرستان میگس، اوهایو)
بخش اورنج (به انگلیسی: Orange Township) یک منطقهٔ مسکونی در ایالات متحده آمریکا است که در شهرستان میگس، اوهایو واقع شده‌است.
 بخش اورنج ۶۶٫۸ کیلومتر مربع مساحت و ۹۳۴ نفر جمعیت دارد و ۲۲۷ متر بالاتر از سطح دریا واقع شده‌است.